# 非破壊試験技術者
非破壊試験技術者（ひはかいしけんぎじゅつしゃ）は、一般社団法人日本非破壊検査協会が認定する民間資格である。

## 有効期限
有効期限は5年だが、更新により5年延長されて10年目まで有効。10年以上の場合は再認証試験に合格する必要がある。